# 銭塘道
銭塘道（せんとう-どう）は中華民国北京政府により設置された浙江省の道。

## 沿革
1914年（民国3年）5月23日、清代の嘉湖道管轄区域に設置、道尹は杭県に置かれ、下部に杭県、海寧、富陽、余杭、臨安、於潜、新登、昌化、嘉善、海塩、崇徳、平湖、桐郷、呉興、長興、徳清、武康、安吉、孝豊の20県を管轄した。1927年（民国16年）に廃止されている。

## 行政区画
廃止直前の下部行政区画は下記の通り。（50音順）
- 安吉県
- 於潜県
- 海塩県
- 海寧県
- 嘉善県
- 杭県
- 孝豊県
- 呉興県
- 昌化県
- 新登県
- 崇徳県
- 長興県
- 桐郷県
- 徳清県
- 武康県
- 富陽県
- 平湖県
- 余杭県
- 臨安県